# Aralvaimozhi
Aralvaimozhi es una ciudad y nagar Panchayat situada en el distrito de Kanyakumari en el estado de Tamil Nadu (India). Su población es de 22846 habitantes (2011). Se encuentra a 10 km de Nagercoil y a 61 km de Tirunelveli. 

## Demografía
Según el censo de 2011 la población de Aralvaimozhi era de 22846 habitantes, de los cuales 11373 eran hombres y 11473 eran mujeres. Aralvaimozhi tiene una tasa media de alfabetización del 89,26%, superior a la media estatal del 80,09%: la alfabetización masculina es del 92,34%, y la alfabetización femenina del 86,20%.